# Hanumangarh

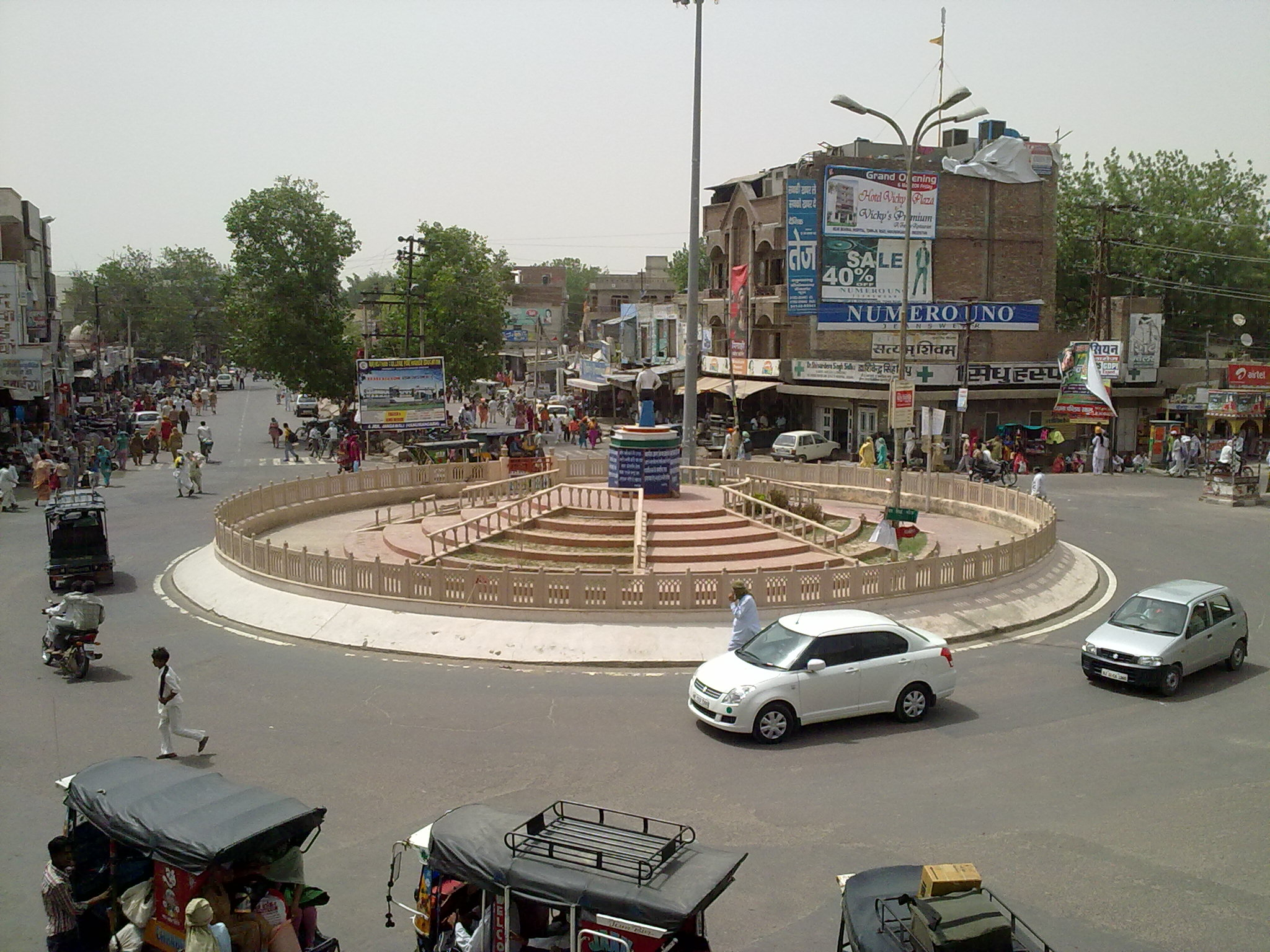
Trafik i Hanumangarh.

Hanumangarh är en stad i den indiska delstaten Rajasthan. Den är administrativ huvudort för distriktet Hanumangarh och hade 150 958 invånare vid folkräkningen 2011. Staden är belägen vid floden Ghaggar, i den nordvästra delen av Indien. 